# Kit car

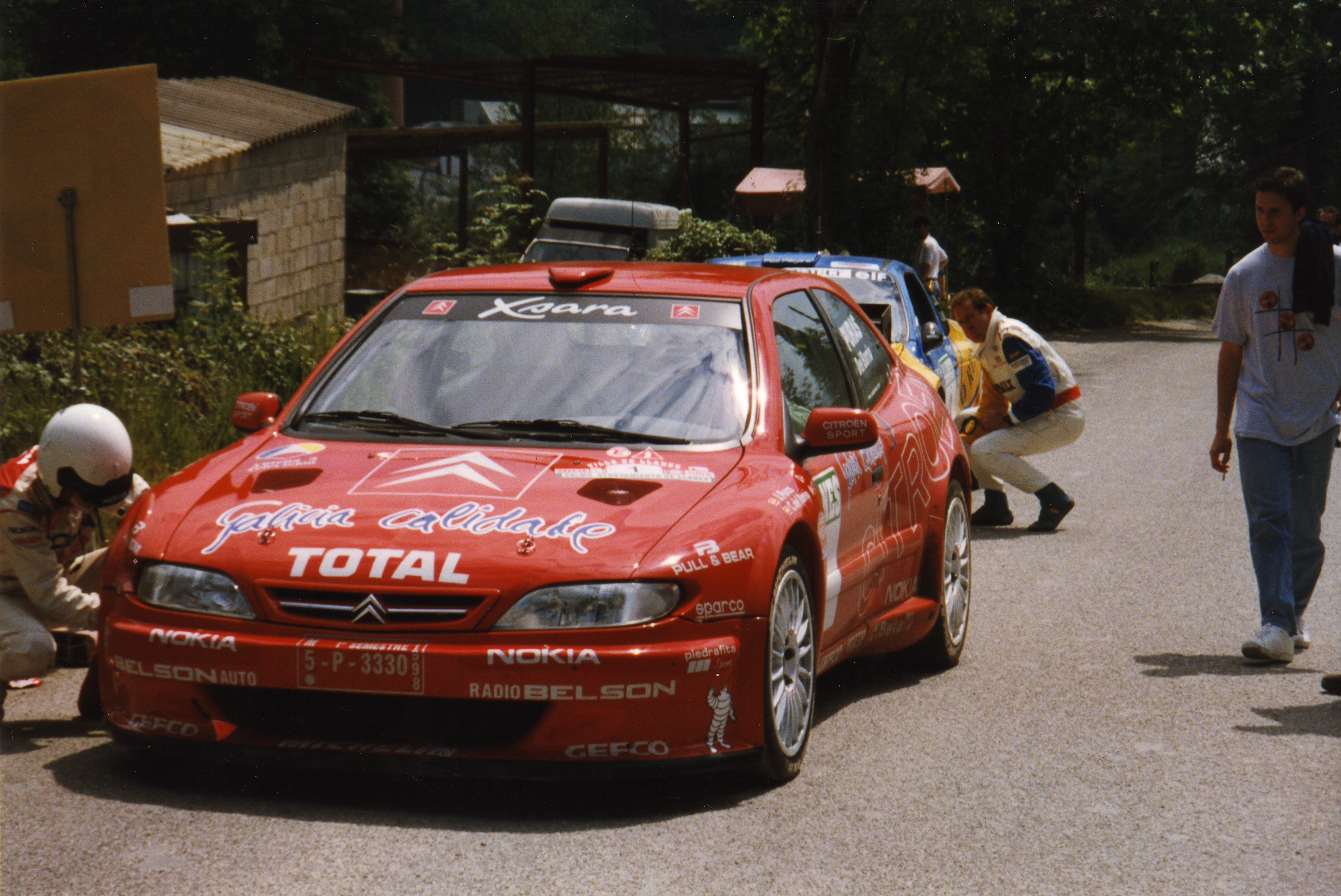
La Citroën Xsara Kit Car

Le Kit car sono vetture da rally a due ruote motrici suddivise in 4 gruppi (K0, K9, K10 e K11), derivate da modelli di Gruppo A e protagoniste nella seconda metà degli anni novanta. Tale regolamento è principalmente un'estensione delle classi A0, A5, A6 E A7.
Le Kit car possono montare freni molto maggiorati, un'aspirazione a 4 farfalle in luogo della monofarfalla del Gruppo A, e possono avere la carreggiata allargata rispetto al modello di serie da cui derivano con ovvia sostituzione di molte parti della carrozzeria. Nel Gruppo A infatti la carreggiata e la carrozzeria devono rimanere identici al modello stradale. La trazione deve rimanere quella del modello di serie, quindi anteriore. Le principali Kit car sono le K11, che avevano un peso minimo a vuoto di 960 kg poi successivamente innalzato poco sopra i 1000 kg. Montano un motore 2000 aspirato che sviluppa circa 270-280 cavalli (nelle ultime evoluzioni). Questi motori erano in grado di raggiungere 10.000 giri al minuto ed essere comunque abbastanza affidabili da partecipare ad un rally. Le più note K11 erano la Peugeot 306 Maxi, la Renault Megane Maxi, la Citroën Xsara Maxi, la Seat Ibiza, la Renault Clio Maxi. Le K10 sono Kit car con motore 1600 aspirato e potenze nell'ordine dei 220-230 cavalli erano la Citroën Saxo, la Peugeot 106 Maxi e la Fiat Punto.

## Contesto
Per incentivare l'ingresso dei costruttori nei rally, spesso restii per motivi di bilancio a produrre le fatidiche 2.500 vetture speciali solo per l'omologazione in Gruppo A, la FIA decise di affiancare al regolamento di Gruppo A in vigore anche una sua variante più flessibile e permissiva.
Le vetture Kit car vennero istituite dalla FIA nel 1995 creando una nuova classe di vetture denominata F2; rispetto ai normali modelli Gruppo A da competizione, erano permesse sostanziali modifiche alla meccanica e alla carrozzeria. La prima vettura predisposta appositamente per questa nuova formula fu la Renault Clio Maxi Kit Car, che debuttò al Rally di Monte Carlo 1995.

## Competizioni

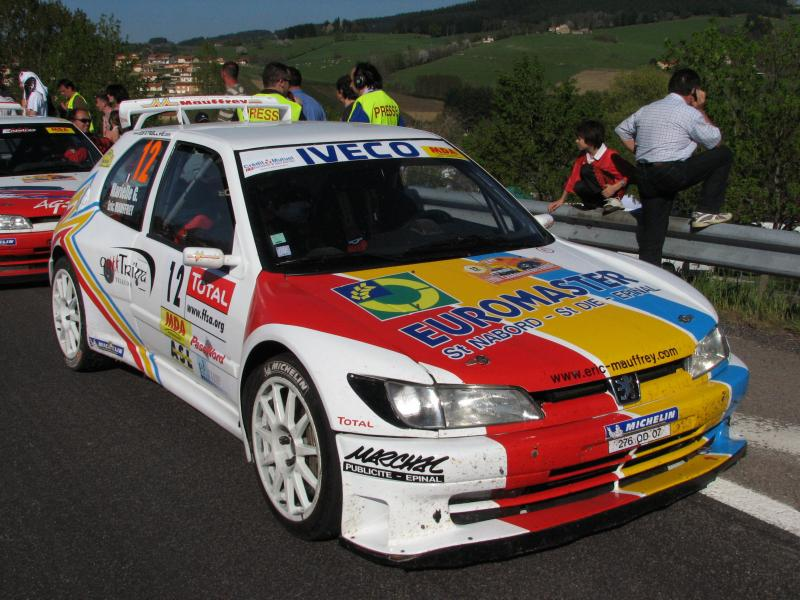
La Peugeot 306 Maxi

Dotate di un peso minimo di 960 kg, di carreggiate allargate e di potenze nell'ordine dei 250-300 CV si dimostravano sovente molto competitive anche per la classifica assoluta di solito appannaggio delle vetture A8 turbo a 4 ruote motrici o delle WRC, che erano più potenti ma anche più pesanti (peso minimo 1230 kg). Specialmente nelle gare disputate su asfalto (in particolar modo con fondo asciutto) esse potevano far valere la maggiore leggerezza e agilità e non pativano l'assenza della trazione integrale, fondamentale sui terreni a scarsa aderenza, tant'è vero che nel mondiale rally hanno ottenuto un 2º posto al Rally di Corsica nel 1998 (Peugeot 306 Maxi) e due vittorie di Philippe Bugalski sulla Citroën Xsara Kit Car al Rally di Corsica e Catalogna nel 1999.
L'istituzione del titolo mondiale di F2 per le vetture Kit car a 2 ruote motrici non riscosse molto successo. Di conseguenza costruttori come Renault e Peugeot, che disponevano dei modelli più competitivi, concentrarono i loro sforzi principalmente per la conquista di titoli nazionali, mentre l'unico costruttore impegnato a gareggiare nelle varie prove mondiali era la Seat, con la propria Ibiza GTI Kit Car vincitrice del titolo dal 1995 al 1997.

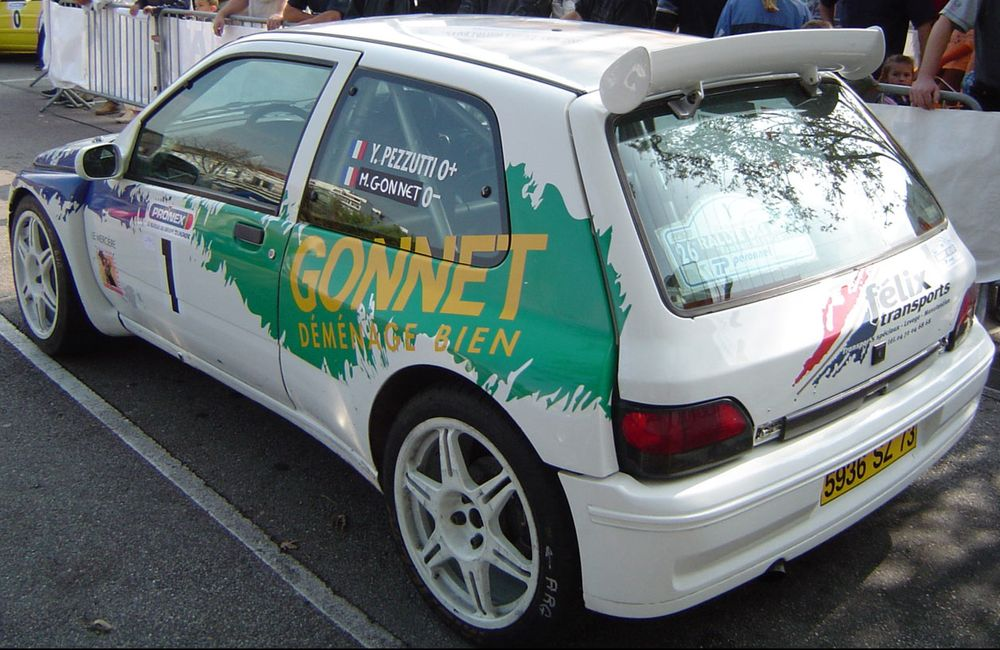
Una Renault Clio Maxi

In seguito a queste buone prestazioni anche le Kit car A7 sono stati penalizzate dalla FIA alla fine del 1999, il che preluderà la loro scomparsa. Nel 2001, la FIA ha creato la sottocategoria Super 1600 in gran parte ispirata alle Kit car A6. È stato anche creato un campionato del mondo per i giovani conducenti, il JWRC (Junior World Rally Championship), che utilizza automobili di questa sottocategoria.
Esempi di Kit car erano la Peugeot 306 Maxi, la Renault Megane Maxi e la Citroën Xsara Kit Car per i modelli 2000 cm³, mentre vi erano le Citroën Saxo, la Fiat Punto, la Renault Clio per il 1600 cm³. Attualmente vi è una classe appunto per le Super 1600 come per esempio la Citroën C2.
Attualmente, le loro partecipazioni nei rally sono molto limitate, in quanto soffrono il confronto prestazionale con le più recenti Super 2000, come per esempio la Fiat Grande Punto Abarth, la Ford Fiesta, la Škoda Fabia o la Peugeot 207
Queste nuove Super 2000, con motore appunto di 2000 cm³ e trazione integrale, riescono a sviluppare fino a 280 CV senza l'adozione di turbo o sovralimentazioni come invece le WRC.